# نايجل رود
نايجل رود (بالإنجليزية: Nigel Rudd)‏ هو شخصية أعمال بريطاني، ولد في 31 ديسمبر 1946 في دربي في المملكة المتحدة.